# Globia
Globia là một chi bướm đêm thuộc họ Noctuidae. Chi này được Michael Fibiger, Alberto Zilli, László Aladár Ronkay và Paul Z. Goldstein mô tả năm 2010.

## Các loài
- Globia alameda (Smith, 1903)
- Globia algae Esper, 1789
- Globia laeta Morrison, 1875
- Globia oblonga Grote, 1882
- Globia sparganii Esper, 1790
- Globia subflava Grote, 1882